# Sadala rauli
Espèce
Sadala rauli est une espèce d'araignées aranéomorphes de la famille des Sparassidae.

## Distribution
Cette espèce est endémique de la province d'Orellana en Équateur,. Elle se rencontre vers Tiputini.

## Description
La femelle holotype mesure 21,62 mm, les femelles mesurent de 18,94 à 21,62 mm.

## Systématique et taxinomie
Cette espèce a été décrite par Peñaherrera-R. et Cisneros-Heredia en 2023.

## Étymologie
Cette espèce est nommée en l'honneur de Victor Raul Peñaherrera de la Cadena.

## Publication originale
- Peñaherrera-R. & Cisneros-Heredia, 2023 : « A new species of spider of the genus Sadala Simon, 1880 (Araneae, Sparassidae) from the Yasuni Biosphere Reserve, Amazonian lowlands of Ecuador. » Ecology and Evolution, vol. 13, no 7, e10242, p. 1-6.